# Akin Düzakin
Akin Düzakin född 21 maj 1961 i Gaziantep, Turkiet, är en turkisk-norsk illustratör bosatt i Norge sedan 1987. Han är utbildad i industridesign och arkitektur från Ankara och från Statens håndverks- og kunstindustriskole i Oslo där han studerade från 1987 till 1994.
Akin Düzakin har illustrerat en lång rad barnböcker, bland annat böckerna om Tvillingbror och Tvillingsøster av Liv Marie Austrem, som han fick Bragepriset för 1995 och 1997. Tillsammans med Oddmund Hagen blev han tilldelad Unni Sands bildebokpris 1998 för bilderboken Over jordet.  Han har även fått mottaga flera internationella utmärkelser och 2006 Bokkunstprisen för sin verksamhet som nyskapande och tongivande illustratör.
Akin Düzakin är känd för akrylmålerier med poetiska, lätt naivistiska motiv och tydliga figurer. Düzakin är representerad vid bland annat Göteborgs konstmuseum.